# Katmandu
Katmandu je glavni grad države Nepal. Privredno je središte istoimene plodne himalajske doline (Dolina Katmandu) na ušću rijeke Baghmati u Bishanmati. Leži na visini od 1300 metara. Živi je turistički, kulturni i budistički hodočasnički centar. Sveučilište je osnovano 1959. U starom se dijelu grada ističe monumentalna kraljevska palača s hramom Telaju iz 16. stoljeća. Sačuvani su raznovrsni tradicionalni obrti.
Prometno značenje daju mu godine 1955. godine cesta za Indiju i 1964. godine otvorena cesta za Lhasu (Tibet).

## Povijest
Na prostoru Katmandua postoje jedna od najstarijih arheoloških nalazišta na području Himalaje čija starost se procjenjuje između 2. stoljeća pr. Kr. i 1. stoljeća nakon Krista. Tijekom vladavine dinastije Lichhavi (4. – 10. st.) su na prostoru Katmandua postojala naselja Yambu i Yangal. Tradicionalno se smatra da je grad Katmandu osnovao kralj Gunakama Deva oko 900. godine. Novi grad je uključio naselja Yambu i Yangal. Podignuti su budistički hramovi koji postoje do danas. Tijekom vladavine dinastije Malla (1200. – 1768.) Katmandu se profilira kao budistički kulturni centar i grade se brojni hramovi i pagode. Razvija se i trgovina. U 16. stoljeću se gradi kraljevska palača, te grad postaje jedno od kraljevskih središta.
Tijekom 19. stoljeća Katmandu postaje glavno kraljevsko sjedište i grade se građevine u europskom stilu. God. 1934., grad je pogodio katastrofalan potres. U 20. stoljeću grad brzo raste i dolaze novi doseljenici. God. 2001., princ Dipendra je ubio dotadašnjeg kralja i izvršio samoubojstvo, te je došao na vlast kralj Gyanendra koji je vladao autoritarno i postao vrlo nepopularan. Diljem Nepala se širila pobuna koju su poticali maoisti (pokret koji se zalaže za uspostavu komunizma). God. 2007., maoisti su blokirali i napali Katmandu. Kasnije je postignut sporazum kojim su maoisti ušli u vladu i Nepal je nakon referenduma proglašen republikom.
U razornom potresu u Nepalu koji je najteže pogodio glavni grad Kathmandu poginulo je više od 4 400 ljudi, a preko 8 000 je ranjeno. Veliki dio zgrada se urušio.

## Zemljopis
Katmandu je smješten u Himalajskoj dolini u središnjem Nepalu, na sutoku rijeka Baghmati i Bishanmati. Sjeverno od grada se pružaju visoki himalajski vrhovi, a nedaleko je i najviši svjetski vrh Mt. Everest.
Klima je netipična za Himalaju. Zbog dolinskog položaja su temperature neobično visoke za himalajski prostor (ljetne oko 25 0C, a zimske oko 10 0C). Osjeća se utjecaj monsuna, te glavnina padalina padne ljeti, a zimi je suša (gotovo uopće ne pada snijeg).

## Gospodarstvo
Najvažnija djelatnost u gradu je trgovina (dolaze trgovačke karavane s Tibeta). Katmandu je najvažniji nepalski industrijski centar. Posebno je razvijena tekstilna industrija. Zbog zatvorenog dolinskog položaja je veliki problem veliko zagađenje zraka. Vrlo je razvijen turizam. Turisti dolaze zbog brojnih kulturno-povijesnih znamenitosti, ali je u Katmanduu također baza za brojne himalajske ekspedicije.

## Znamenitosti
Dolina Katmandu je zbog brojnih kulturno-povijesnih spomenika upisan na listu svjetske baštine UNESCO-a. Pet od sedam ovih skupina spomenika nalaze se u gradu Katmanduu (vidi galeriju).
Katmandu je jedinstven po svojoj kulturnoj simbiozi hinduizma, budizma i tantrizma, koja je još uvijek živa kao što je bila prije više stotina godina. Vjerski utjecaj se može otvoreno vidjeti širom grada gdje postoje brojni budistički i hinduistički hramovi i pagode koji su nastajali tokom stoljeća. Najvažniji su Kasthamandap, Pashupatinath, Boudhanath, Swayambhunath i Changu Narayan. 
Pashupatinath se nalazi 5 km sjevero-istočno od središta Katmandua i jedan je od najvažnijih hinduističkih hramova i jedan od najvećih svetišta Šive na indijskom poluotoku. Sastoji se od niza hramova, ašrama, slika i natpisa koje su tijekom stoljeća podignuti uz obale svete rijeke Bagmati.
Središnje mjesto društvenog, vjerskog i urbanog života trg Durbar ("dvorski trg"). Većina glavnih spomenika na trgu Durbar dali su izgraditi između 12. i 18. stoljeća drevni kraljevi Malla Nepala. Neki od najzanimljivijih su: Taleju hram, Kal Bhairab, Nautalle Durbar, krunidbeni Nasal Chowk, Gaddi Baithak, kip kralja Pratap Malla, Veliko zvono, Veliki bubanj i Jaganath hram. Posebno je značajan kompleks brojnih kraljevskih palača, od koji su najvažnije: Narayanhiti, Hanuman Dhoka i Durbar. 
Još jedna zanimljivost trga Durbar je kameni natpis iz 17. stoljeća koji je postavljen u zid palače, sa spisima na 15 jezika. Vjeruje se da, ako itko dešifrira cijeli ovaj natpis, mlijeko će se sliti niz žlijeb koji se nalazi odmah ispod kamenog zida. Neki ljudi kažu da natpis sadrži kodirane upute za blago kralja Pratap Malla koji je pokopan ispod zgrade Mohan Chowk na Durbar trgu.
Nakon proglašenja republike su palače oduzete kralju i prešle su u vlasništvo države.
- Trg Durbar u Katmanduu s palačom Hanuman Dhoka
- Pashupatinath
- Changu Narayan
- Swayambhunath
- Boudhanath

## Gradovi prijatelji
Katmandu ima partnerske ugovore sa sljedećim gradovima:
| - Dortmund, Njemačka - Edinburgh, Ujedinjeno Kraljevstvo - Eugene, SAD - Isfahan, Iran - Johannesburg, JAR - Kansas City, SAD - Kyoto, Japan - Matsumoto, Japan | - Minsk, Bjelorusija - Pau, Francuska - Pyongyang, Sjeverna Koreja - Québec City, Kanada - Rochester, SAD - Xi'an, Kina - Yangon, Mijanmar |

## Vanjske poveznice
- www.kathmandu.gov.np Službena stranica grada
- Znamenitosti Katmandua